# Monnina glaberrima
Monnina glaberrima är en jungfrulinsväxtart som beskrevs av Chod.. Monnina glaberrima ingår i släktet Monnina och familjen jungfrulinsväxter. Inga underarter finns listade i Catalogue of Life.